# Cache (armée de terre)
Pour les articles homonymes, voir Cache.
 (mars 2016).
Une cache est un lieu de vie temporaire utilisée dans le secteur militaire afin de dissimuler des unités mobiles, des appareils de transmission, des armes… On retrouve parfois ce genre d'habitat sous le nom de cabane dans le scoutisme, mais en ce cas le nom, la forme et l'usage diffèrent.
En France, c'est le 13e RDP et le 2e régiment de hussards qui ont été chargés de mettre au point ce système, du fait de leur spécificité technique d'observation, d'infiltration et de camouflage. D'un point de vue historique, ce système date de la guerre froide et de ses techniques d'observation.
L'utilité d'une cache pour les unités militaires de renseignement est une parfaite dissimulation des individus et du matériel pendant une longue durée sur un terrain inconnu et ennemi. Ce dispositif permet également de disposer rapidement d'un habitat temporaire chaud, qui en été comme en hiver permet à ses occupants d'être dans un certain « confort » ; et de se protéger dans une certaine mesure des radiations nucléaires.
On note deux types de caches bien distinctes : la cache « semi-enterrée » et la cache « enterrée ». La semi-enterrée est constituée d'un toit simple fait d'une bâche qui repose sur des branchages, camouflée, mais peu résistante. Elle est peu profonde. La cache enterrée est quant à elle de la profondeur d'un homme accroupi se tenant droit. Son toit est constitué de troncs d'arbres serrés les uns contre les autres, la trappe est dans le toit. Un coin « repos » permet à une personne de dormir tandis que les autres veillent. Au-dessus des arbres est tendue une bâche qui garantit l'étanchéité ; le camouflage permet en temps normal de ne rien détecter de l'extérieur. 

## Bases d'une cache
- Un coin repos
- Un piège à froid
- un toit
- une trappe dissimulée
- une fenêtre d'observation et de tir (où l'on n'est pas assis pour éviter de dormir)

"Le guide de la cache" en 1986 (Non officiel)
La 2ème Cache pour 3 hommes (de transmission)
1°
Trouver un endroit de 50 à 100 m de la 1ère Cache (d'observation) adéquat à la construction, de préférence sur un sol plat, être à 2 m minimum de deux arbres pour la pose finale de l'antenne filaire.
2°
Commencer par délimiter la taille du trou.(1,50 X 2,00 m) Puis retirer l'humus (feuilles au sol, branches au sol) sur 10 cm et faire un tas avec.
3°
Couper si besoin les racines à la hachette, pendant ce temps récupérer avec un poncho des feuilles mortes identiques loin de votre cache pour servir de camouflage de la touche finale. Creuser une profondeur de 1,30 m (1m de vie et 30 cm pour le toit fait avec les grumes et de terre)
Au niveau de la trappe située dans un angle, creuser 40 cm de plus sur un carré 50 X 50 cm pour avoir une position assise, le reste de la cache sert de couchage et de stockage des sacs.
4°
Tout en creusant le trou avec une pelle et une pioche, couper au ras du sol à la scie à bois quelques arbres de diamètre de 15 à 20 cm (camoufler la coupe ensuite), les débiter en grume de 2 m et les mettre les unes à côté des autres au-dessus du trou, respecter une légère pente pour l'écoulement de l'eau de pluie.
Laisser un espace pour une trappe d'accès.
L'ensemble doit résister au passage d'un char.
5°
Mettre en place la trappe/*, réalisée au préalable avec son entourage fixe en caserne en pièce détachées, d'un carré de planchette de bois de 45 X 45 cm, suffisant pour passer les hommes et les sacs. Prévoir un treillage débordant pour y fixer le camouflage.
6°
Recouvrir les grumes d'une bâche pour l'étanchéité et la couper à la forme au niveau de la trappe/*.
Il faut ensuite recouvrir la bâche (Attention de ne pas la percer) avec de la terre avec les différents contrastes ainsi que la zone alentour où l'humus a été retiré.  
Il faut que le tout soit plat, ou rétablir la forme originel du terrain (être inventif).
Ensuite il suffit de recouvrir le tout avec l'humus préalablement retiré, il faut que cela fasse naturel y rajouter quelques branches et feuilles mortes. (voir déchets si le lieu est pollué)
Eviter l'installation de la cache près d'un plan d'eau, risque d'infiltration soudaine ou avec le temps.